# 尹洼遗址
尹洼遗址，位于山东省济宁市微山县欢城镇尹洼村，是中华人民共和国山东省文物保护单位之一。
1992年6月12日，授予山东省文物保护单位，是一座古遗址。